# Soto de Cerrato
Soto de Cerrato település Spanyolországban, Palencia tartományban. Soto de Cerrato Magaz de Pisuerga, Reinoso de Cerrato, Valle de Cerrato, Hontoria de Cerrato és Venta de Baños községekkel határos. Lakosainak száma 176 fő (2024).

## Népesség
A település népessége az elmúlt években az alábbi módon változott:
| Lakosok száma | 223  | 212  | 197  | 191  | 190  | 195  | 188  | 185  | 187  | 176  |
|               | 2001 | 2004 | 2007 | 2009 | 2012 | 2014 | 2017 | 2019 | 2022 | 2024 |